# Brunetto Giovanni Brunetti
Brunetto Giovanni (Bruno) Brunetti (Luino, 6 maggio 1945) è un chimico italiano professore di chimica inorganica presso l'Università degli Studi di Perugia, membro del Consorzio Interuniversitario per la Scienza e Tecnologia dei Materiali (INSTM) e associato all'Istituto di Scienze e Tecnologie Chimiche "Giulio Natta" (SCITEC) del CNR.

## Biografia
Studente presso il liceo classico Pontano-Sansi di Spoleto, segue con passione le lezioni di storia dell'arte del professor Bruno Toscano. Si laurea in chimica presso l'Università di Perugia, dove dal 1975 svolge attività di ricerca nel campo della dinamica dei processi chimici elementari e nella scienza applicata ai materiali delle opere d'arte. Nel 1983 è Professore Associato di Chimica Generale e Inorganica e nel 2006 Professore Ordinario.
Nell’aprile 2001 co-fonda, con Antonio Sgamellotti e Mario Torelli, il Centro di Eccellenza SMAArt (Scientific Methodologies applied to Archaeology and Art) dell’Università di Perugia. A partire dalla fondazione, è membro del Consiglio Direttivo del Centro e nel 2010 ne diviene Presidente.
Nell’ambito delle attività del Centro SMAArt, nel 2001 co-fonda con Antonio Sgamellotti il laboratorio mobile MOLAB per indagini non invasive in situ sulle opere d'arte.. Il laboratorio è composto da un set di strumentazioni integrate facilmente trasportabili (in un museo, una chiesa, uno studio di conservazione, un laboratorio di restauro, ecc.) e comprende tecniche di indagine non-invasive come: fluorescenza X, spettroscopia infrarossa FTIR in riflessione, spettroscopia Raman, spettroscopia di assorbimento ed emissione e altre. Alle attivitá del MOLAB partecipa, fin dalle prime esperienze, anche il CNR-ISTM di Perugia.Obiettivo del MOLAB è ridurre il più possibile la pratica corrente del campionamento sulle opere da esaminare e, nel caso di opere mobili, evitarne lo spostamento.
Nel gennaio 2001, è coordinatore del progetto europeo LabS TECH (Laboratories on Science and Technology for the conservation of the European Cultural Heritage), nell'ambito delle iniziative integrate per le Infrastrutture di Ricerca. Getta così le prime basi per la creazione di una infrastruttura europea di accesso scientifico e tecnologico nel settore della scienza del patrimonio.
Nel progetto successivo, Eu-ARTECH (Access, Research and Technology for the European Cultural Heritage, 2004-2009) apre effettivamente le prime attività di accesso a strumentazioni e competenze avanzate per i ricercatori europei nel settore dello studio, conservazione e valorizzazione delle opere d’arte. I programmi di accesso sono al Laboratorio AGLAE del Center for Research and Restoration of Museums of France (C2RMF) presso il Palazzo del Louvre di Parigi e al laboratorio mobile MOLAB dell’Università di Perugia. Alle prime attività del MOLAB in Europa contribuiscono attivamente anche i laboratori del CNR-ISTM, del CNR-INO, e dell’Opificio delle pietre dure. 
Dal 2009 al 2014 è coordinatore di CHARISMA (Cultural Heritage Advanced Research Infrastructures: Synergy for a Multidisciplinary Approach to Conservation, 2009-2014)) che consolida ed estende le attività di accesso di Eu-ARTECH. Con CHARISMA viene aperto l’accesso a Large Scale Facilities (SOLEIL, Budapest Neutron Center e gli acceleratori AGLAE e ATOMKI), al laboratorio mobile MOLAB (con contributi del Centro SMAArt, CNR-ISTM, CNR-INO, CNRS), e anche, per la prima volta in modo coerente ed organizzato, agli archivi di istituzioni europee per lo studio e la conservazione dei beni culturali, come il Centre for Research and Restoration of Museums of France, C2RMF; il British Museum; la National Gallery; l’Opificio delle pietre dure; l’Institut Royal du Patrimoine Artistique, KIK-IRPA; il Museo del Prado e la Rijksdienst voor het Cultureel Erfgoed (BCE, National Heritage Agency of the Netherlands).
Segue, per conto del Centro SMAArt e del Consorzio INSTM, le attività del progetto IPERION-CH e di E-RIHS Preparatory Phase, che dovrebbero portare entro il 2021 alla effettiva istituzione della infrastruttura europea E-RIHS (European Research Infrastructure in Heritage Science), caratterizzata da piattaforme di accesso a grandi laboratori e installazioni (FIXLAB), laboratori mobili (MOLAB) e archivi di dati, sia fisici che digitali (ARCHLAB e DIGILAB).
Come esperto internazionale fa parte del Consiglio Scientifico di E-RIHS-Francia.

## Attività di ricerca
Autore di circa 180 articoli, ha svolto attività sperimentale, con la tecnica dei fasci molecolari incrociati, nel campo della dinamica dei processi elementari. In questo ambito, si è occupato in particolare della stereodinamica dei processi di auto-ionizzazione in collisioni tra atomi elettronicamente eccitati e molecole semplici (ionizzazione Penning). Dal 1998 ha svolto anche attività di ricerca nel campo delle metodologie innovative per lo studio dei materiali delle opere d'arte. In questo ambito ha scoperto che la tecnica rinascimentale delle ceramiche a lustro consiste nella preparazione di un sottile strato di nanoparticelle di argento (lustro oro) o di rame (lustro rosso) che presenta le tipiche proprietà ottiche dei moderni materiali compositi vetro-metallo nano-strutturati. Ha inoltre svolto ricerca sulle proprietà fotochimiche di pigmenti e condotto studi diagnostici in situ su dipinti di: Giotto, Benozzo Gozzoli, Perugino, Leonardo, Piero della Francesca, Bronzino, Boccioni, Picasso, Mondrian e altri; su sculture di: Michelangelo, Giambologna, Antelami, Donatello e altri; su manoscritti come The Book of Kells, Macclesfield Psalter; e su ceramiche, quali le ceramiche sigillate e le maioliche medioevali e rinascimentali. È stato co-editore di un numero speciale di Accounts of Chemical Research dal titolo Advanced Techniques in Art Conservation e del volume della Royal Society of Chemistry, intitolato Science and Art: The Painted Surface.